# Liber hymnorum
Il Liber hymnorum, o semplicemente Hymni, è un'opera di Ilario di Poitiers, dottore della Chiesa, di cui rimangono solamente 140 versi di 3 inni incompleti.
Ilario fu il primo autore latino di cui è nota una produzione innografica, sebbene i suoi inni, composti per acculturare dottrinalmente i fedeli, furono presto soppiantati dagli hymni di Ambrogio da Milano.